# Protaetia acuminata
Protaetia acuminata es una especie de escarabajo del género Protaetia, familia Scarabaeidae. Fue descrita científicamente por Fabricius en 1775.
Habita en Tailandia, Malasia, Singapur, Indonesia, Vietnam, Laos, Timor Oriental e India.